# Imouto Paradise! 3
Imouto Paradise! 3 ~Onii-chan to Go nin no Imouto no Sugoku! Ecchi Shimakuri na Mainichi~ (妹ぱらだいす！３～お兄ちゃんと5人の妹のすご～く！エッチしまくりな毎日～) est un visual novel erotique développé par Moonstone Cherry. Imouto Paradise! 3 est la suite du jeu Imouto Paradise! et Imouto Paradise! 2, mettant en scène de nouveaux personnages mais avec un scénario similaire. Les trois jeux impliquent l'inceste.